# Elior Ichmoukhamedov
Elior (Moukhitdinovitch) Ichmoukhamedov (en ouzbek : Elyor Ishmuhamedov) est un réalisateur et scénariste soviétique puis ouzbek, né le 1er mai 1942 à Tachkent (alors en RSS d'Ouzbékistan).

## Biographie
Après avoir travaillé pour une société de chimie à Tachkent, il étudie le cinéma et obtient le diplôme de VGIK en 1967. Il travaille ensuite pour les studios Uzbekfilm.
Il est certainement lié aux acteurs N. Ishmukhamedov qui a joué dans Veseley nas net en  1940 et Timour Ichmoukhamedov, qui a joué dans son film Shok (1988).

## Filmographie

### Réalisateur
- Svidanie (1963)
- Tendresse (film, 1967) (ru)
- Les Amoureux (Vlyublyonnyye, 1969)
- Velogonka (1970)
- Meetings and Partings (Vstrechi i rasstavaniya, 1973)
- Proshchaj, zelen'leta (1974)
- Ptitsy nashikh nadezhd (1976)
- Est'v Taskente recuska (1977)
- Kakie nashi gody! (1980)
- Youth of a Genius (Yunost geniya, 1982)
- Farewell, Summer Green (Proshchay, zelen leta..., 1985)
- Shok (1988)

### Scénariste
- Ptitsy nashikh nadezhd (1976)
- Youth of a Genius (Yunost geniya, 1982)
- Farewell, Summer Green (Proshchay, zelen leta..., 1985)
- Shok (1988)